# Styloniscus squarrosus
Styloniscus squarrosus là một loài chân đều trong họ Styloniscidae. Loài này được Green miêu tả khoa học năm 1961.